# Escuela Nacional de Administración
La Escuela Nacional de Administración (en francés: École nationale d'administration), también llamada ENA, fue una escuela francesa ubicada en Estrasburgo, creada en 1945 para democratizar el acceso a la alta función pública del Estado a través del mérito por concurso. Es responsable de asegurar la selección y capacitación de los altos funcionarios estatales franceses. Fue disuelta por el presidente Emmanuel Macron en 2021, siendo reemplazada por el Institut National du Service Public.

## Historia
La Escuela Nacional de Administración se creó por la ordenanza del 9 de octubre de 1945 por el Gobierno provisional de la República francesa bajo el mandato de Charles de Gaulle. Esta decisión, que debía transformar profundamente la estructura de la Administración Pública francesa surgió de la Misión provisional de reforma de la administración, encargada por el Jefe del Gobierno y dirigida por Maurice Thorez, Vicepresidente del Consejo y Secretario General del Partido Comunista. 
La ENA tiene su sede actualmente en Estrasburgo, en el 1 de la rue Ste-Marguerite y cuenta con una sede alternativa que alberga la acción internacional de la ENA en París, en el 6, av. de l'observatoire, antigua casa del Instituto Internacional de administración pública (IIAP)
Escuela Nacional de Administración, escuela francesa destinada a la formación de funcionarios superiores. Desde entonces, las clases y otras diversas actividades se realizan entre París y Estrasburgo.
La ENA es una de las grandes écoles (grandes escuelas) más prestigiosas del país galo. A ella tienen acceso licenciados, funcionarios y algunos candidatos que no trabajan para el gobierno previa realización de un examen caracterizado por su alto grado de competitividad. El número de estudiantes ronda los 380. Estos reciben un salario en calidad de funcionarios y tienen la obligación de trabajar para el Estado durante una década. El primer año consta de un curso de preparación en una prefectura y de otro de prácticas en el extranjero, ya sea en un consulado, una embajada o en una empresa. Durante los quince meses siguientes el estudiante recibe clases en París y Estrasburgo, impartidas por profesores invitados que son por lo general miembros superiores de la administración. Los cursos cubren campos como Derecho internacional y Derecho francés, ciencias sociales y económicas, relaciones internacionales y administración. Tras la graduación, se ofrece al estudiante un empleo en la administración. El estudiante que haya obtenido el mejor resultado tiene la posibilidad de escoger entre las vacantes disponibles.
La mayoría de los políticos y altos funcionarios franceses son graduados de la ENA (a los que se conoce con el nombre de énarques). Entre estos se encuentran Valéry Giscard d’Estaing, Édouard Balladur, Michel Rocard, Jacques Chirac, Lionel Jospin, Jean-François Copé, Nicolas Dupont-Aignan, Françoise Chandernagor, Dominique de Villepin, François Hollande, Ségolène Royal y Emmanuel Macron.

## Críticas
Las críticas a ENA se focalizan sobre varias cuestiones sociales que se plantean en la sociedad francesa, como la selección y reproducción de las élites, la burocracia, la centralización y las relaciones entre el Estado y los ciudadanos. Pierre Bourdieu consideraba que una gran mayoría de los antiguos alumnos de la ENA "controlan la vida política y económica en Francia".
Jean-Pierre Chevènement, en su libro L'énarchie ou les mandarins de la société bourgeoise (La "enarquía" o el alto funcionariado de la sociedad burguesa) la considera un "instituto de la burguesía y la oligarquía francesa". 
Los alumnos de promoción Senghor (2002-2004) redactaron un informe, titulado L'ENA, l'urgence d'une réforme (La urgencia de una reforma de la ENA), en donde se explicaba los principales problemas de la Escuela, considerándola como "una máquina para clasificar en lugar de formar".

## Directores
- Henri Bourdeau de Fontenay : 1945-1963
- François Gazier : 1963-1969
- Pierre Racine : 1969-1975
- Pierre-Louis Blanc : 1975-1982
- Simon Nora : 1982-1986
- Roger Fauroux : 1986-1988
- René Lenoir : 1988-1992
- Jean Coussirou : 1992-1995
- Raymond-François Le Bris : 1995-2000
- Marie-Françoise Bechtel : 2000-2002
- Antoine Durrleman : 2002-2007
- Bernard Boucault : 2007-2012
- Nathalie Loiseau : 2012-2017
- Patrick Gerard : 2017-2021